# Pseudonautia seducta
Pseudonautia seducta är en insektsart som beskrevs av Marius Descamps 1983. Pseudonautia seducta ingår i släktet Pseudonautia och familjen Romaleidae. Inga underarter finns listade i Catalogue of Life.